# 布格瓦尔德 (图林根州)
布格瓦尔德（德語：Burgwalde）是德国图林根州的市镇，隶属于艾希斯费尔德县。总面积为4.96平方千米，截至2023年12月31日总人口为224人。